# Scolodesmus securis
Scolodesmus securis är en mångfotingart som beskrevs av Cook 1896. Scolodesmus securis ingår i släktet Scolodesmus och familjen orangeridubbelfotingar. Inga underarter finns listade i Catalogue of Life.